# Baromètre (insigne)
Pour les articles homonymes, voir Baromètre (homonymie).

Baromètre de sénateur composé d'une cocarde tricolore entourée d'un bonnet phrygien, du glaive de la justice, d'un faisceau de licteur, et de la main de justice.

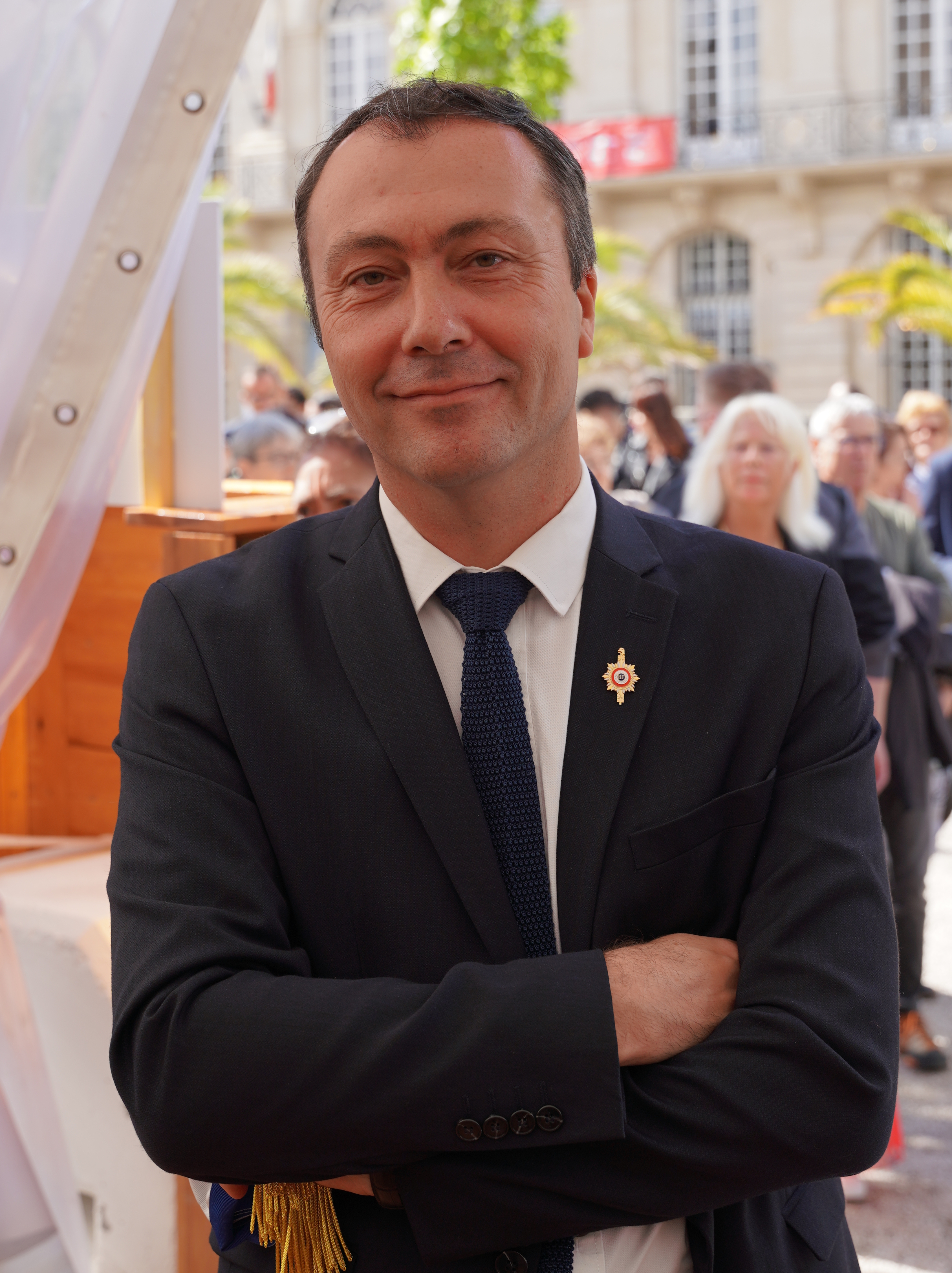
Philippe Guillemard portant son insigne de député (de la 1re circonscription de Meurthe-et-Moselle) épinglé au revers de sa veste (2022).

Le baromètre est, en France, le surnom donné à l'insigne officiel des députés et sénateurs.
Ce surnom provient de la ressemblance entre cet insigne et l'instrument de mesure appelé baromètre : un cadran et deux aiguilles.
Le baromètre, de même que l'écharpe tricolore, doivent être portés par les députés et les sénateurs lors des cérémonies publiques,.
Il se porte au côté gauche, sachant que l'écharpe tricolore se porte de l'épaule droite vers le côté gauche.